# Skike

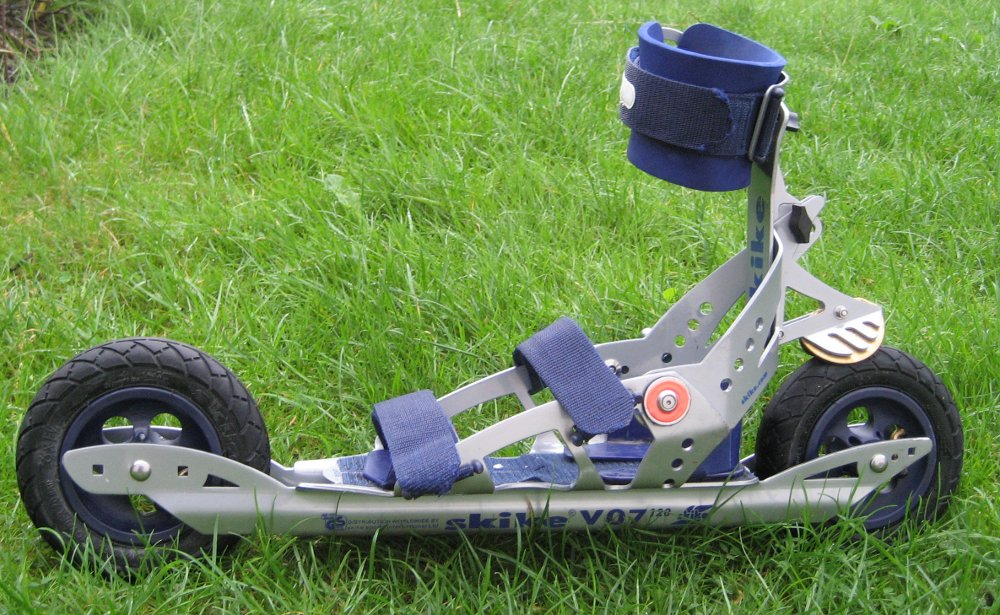
Skike V07

Skike (von engl. Skate und Bike) ist ein Sportgerät aus dem Bereich der Crossskates des Herstellers Skike Sports International Ltd. Sie eignen sich zur Fortbewegung außerhalb befestigter Straßen auf leichtem bis mittelschwerem Gelände. Sie werden ausschließlich unter Verwendung von Stöcken gefahren und gehören damit zu den nordischen Sportarten, beispielsweise dem Nordic (Cross) Skating.

## Aufbau
Skikes sind Crossskates, die im Gegensatz zu Inlineskates nur je zwei Räder besitzen, die sich jeweils vor und hinter dem Fuß befinden. Skikes werden herstellerseitig mit luftgefüllten 15-cm-Reifen ausgeliefert. Im Gegensatz zu einigen anderen Crossskates besitzen Skikes keinen integrierten Schuh, sondern verfügen über eine Schuhhalterung, auf der mit Hilfe von Schnallen ein beliebiger Schuh fixiert werden kann. Die Skikemodelle bis Skike V07 sowie der Skike V07 PLUS nutzen Klettverschlüsse zur Fixierung der Schuhe, während die Modelle Skike vX Solo und Skike vX Twin Ratschengurte verwenden. Skikes verfügen beidseitig über leistungsfähige Rückfallbremsen, die mit der Wade bedient werden. Mit ihnen ist eine Verzögerung von bis zu 6,5 m/s2 möglich. Als derzeit einziges Modell des Herstellers verfügt das Modell Skike vX Twin über eine zusätzliche Klappschiene, auf welcher der Schuh beweglich zum Rahmen fixiert wird und so eine Fortbewegung in der klassischen Skilanglauftechnik ermöglicht.

## Verwendung
Skikes werden als Sportgerät zur Fortbewegung auf asphaltierten und nicht-asphaltierten Straßen sowie in leichtem bis mittelschweren Gelände eingesetzt. Da der Schuh beim Skike nicht im Rahmen integriert ist, können die Skikes in unpassierbarem Gelände problemlos ausgezogen werden. Skikes werden in der Regel zusammen mit Stöcken verwendet, welche den Vortrieb unterstützen. Diese kombinierte Nutzung wird auch Nordic Skating genannt. Nordic-Skating-Stöcke sind länger als Nordic-Walking-Stöcke. Der Bewegungsablauf entspricht in weiten Teilen der Skating-Technik aus dem Skilanglauf.

## Geschichte
Als Erfinder der Skikes gilt der Österreicher Otto Eder. Auf der Suche nach einer Möglichkeit, auch im Gelände Inlineskates zu fahren, entwickelte er 1997 seine ersten Crossskates. Diese Crossskates hatten bereits alle wichtigen Komponenten heutiger Skikes, einschließlich luftbereifter Räder und einer Wadenbremse. Sie waren mit großen Rädern ausgestattet und wogen noch über 4 kg.
1999 erfolgte beim Modell «Mountainskate» der Wechsel auf kleinere Raddurchmesser. Heute haben Skikes wie die meisten Crossskates Luftreifen mit (6 × 1,25 Zoll) 150 mm Außendurchmesser × 30 (32) mm Breite mit früher 7,0 bar und ab Januar 2013 7,5 bar Maximaldruck. Sie wiegen ja nach Ausführung (ohne Schuh) je Paar 3,9 bis 5,6 kg.

Skikes in Kindergrösse haben – wie auch wenige Crossskates-Typen – 125 mm Reifen.
Die Reifen werden mit getrenntem Schlauch montiert, dessen Autoventil in einem gebogenen Rohr ähnlich wie bei Reifen von LKW oder Schubkarren. Beim Einbau des Rades ist mit dem Ventil so zu orientieren, dass es sich bei Vorwärtsfahrt nicht verhaken kann. Entsprechend dem hohen Druck und geringem Durchmesser ist häufiger, etwa wöchentlich Luft nachzufüllen.
Serienreife erlangten die Crossskates Otto Eders im Jahr 2000 unter dem Namen Skike. In den folgenden Jahren wurden die Produktreihen V03, V05, V07 entwickelt. Als Neuentwicklung folgten im Jahr 2011 die Skikes der vX-Serie.
Im Spätsommer 2012 wurde das Sortiment durch den auf dem V07 basierenden Skike V07 PLUS, mit verbesserter Rahmengeometrie, ergänzt. Seit Mai 2014 wurde die Modellpalette um den auf dem V07 PLUS basierenden v7 FIX CROSS und zwei Versionen mit verlängertem Radstand sowie Fersenhochgang, dem v8 LIFT SPEED und dem v8 LIFT CROSS 2R erweitert.
Erstmals werden nun auch PU-Räder in 125 mm und 145 mm Durchmesser angeboten. Das Modell v8 LIFT SPEED wird werksseitig mit den 125 mm PU-Rädern ausgerüstet.